# Aldea Escolar
Aldea Escolar, aussi connu sous le nom de Los Rápidos, est une localité rurale argentine située dans le département de Futaleufú, dans la province de Chubut.

## Typographie
Le nom de Los Rápidos vient des rapides du río Futaleufú, qui ne sont plus visibles aujourd'hui, car ils ont été submergés par les eaux du barrage hydroélectrique homonyme, situé à quelques kilomètres du village. Le barrage a été construit en 1977 et a entraîné le déplacement des colons dispersés dans la région vers le village actuel, où il y avait déjà une école primaire.

## Économie
L'activité économique forestière est prédominante, avec une station agro-expérimentale de l'Instituto Nacional de Tecnología Agropecuaria (INTA), qui offre des services de production et de vente de bois et des visites guidées à un centre expérimental de production agro-silvo-pastorale. Il existe une production animale à petite échelle, notamment des bovins et des chèvres. Son paysage est dominé par les montagnes de la chaîne de la Situación, avec des forêts indigènes et cultivées et un accès pavé au río Grande ou Futaleufú, où l'on pratique la pêche à la mouche. Parmi sa faune, les bandurrias se distinguent parmi les oiseaux, et parmi les mammifères, le sanglier, qui fait l'objet de persécutions de la part des braconniers pour consommer sa viande prisée. La faune des lacs et des rivières comprend des espèces ichtyques telles que la truite et le saumon du Pacifique. Il dispose d'un poste de santé, d'une garde policière, d'une chapelle de l'église catholique et d'une école maternelle, primaire et secondaire moderne.

## Démographie
La localité compte 359 habitants (Indec, 2010), ce qui représente un déclin de 4,3 % par rapport au précédent recensement de 2001 qui comptait 375 habitants.